# Боб де Йонг
Боб де Йонг (нід. Bob de Jong, 13 листопада 1976) — нідерландський ковзаняр, олімпійський чемпіон та призер Олімпійських ігор, чотириразовий чемпіон світу. 
Боб де Йонг спеціалізується на довгих дистанціях - 5000 м та 10000 м. Серед його здобутків три олімпійські медалі. Першу з них, срібну, він виборов на Олімпіаді в Нагано на дистанції 10000 м. В Турині він здобув золоту медаль і звання олімпійського чемпіона, а у Ванкувері був третім.
У 1996 Де Йонг встановив рекорд світу на дистанції 3000 м — 3:53.06. Цей рекорд протримався до 1998.  